# Bundesautobahn 643
De Bundesautobahn 643 (A643) is een autosnelweg in Duitsland die Wiesbaden in Hessen met Mainz in Rijnland-Palts verbindt. De weg bevat 2x2 rijstroken en vormt een snelle verbinding tussen de A66 en de A60/E42. Ze vormt een deel van de ring rond Mainz.